# Dromornis stirtoni
Dromornis stirtoni es una especie extinta de ave anseriforme de la familia Dromornithidae. Es el ave neognata de mayor tamaño que ha existido; medía tres metros de altura y pesaba media tonelada. Pesaba más que Aepyornis y era más alto que el moa.

## Hábitat y período
Vivió en zonas boscosas abiertas subtropicales en Australia durante el Mioceno Superior, y podría haber sido carnívoro.  Debido al pobre registro fósil de Dromornis australis (la especie tipo de su género) y el gran vacío en el tiempo entre las dos especies de Dromornis, D. stirtoni podría ser eventualmente reclasificado dentro del género Bullockornis.

## Descripción

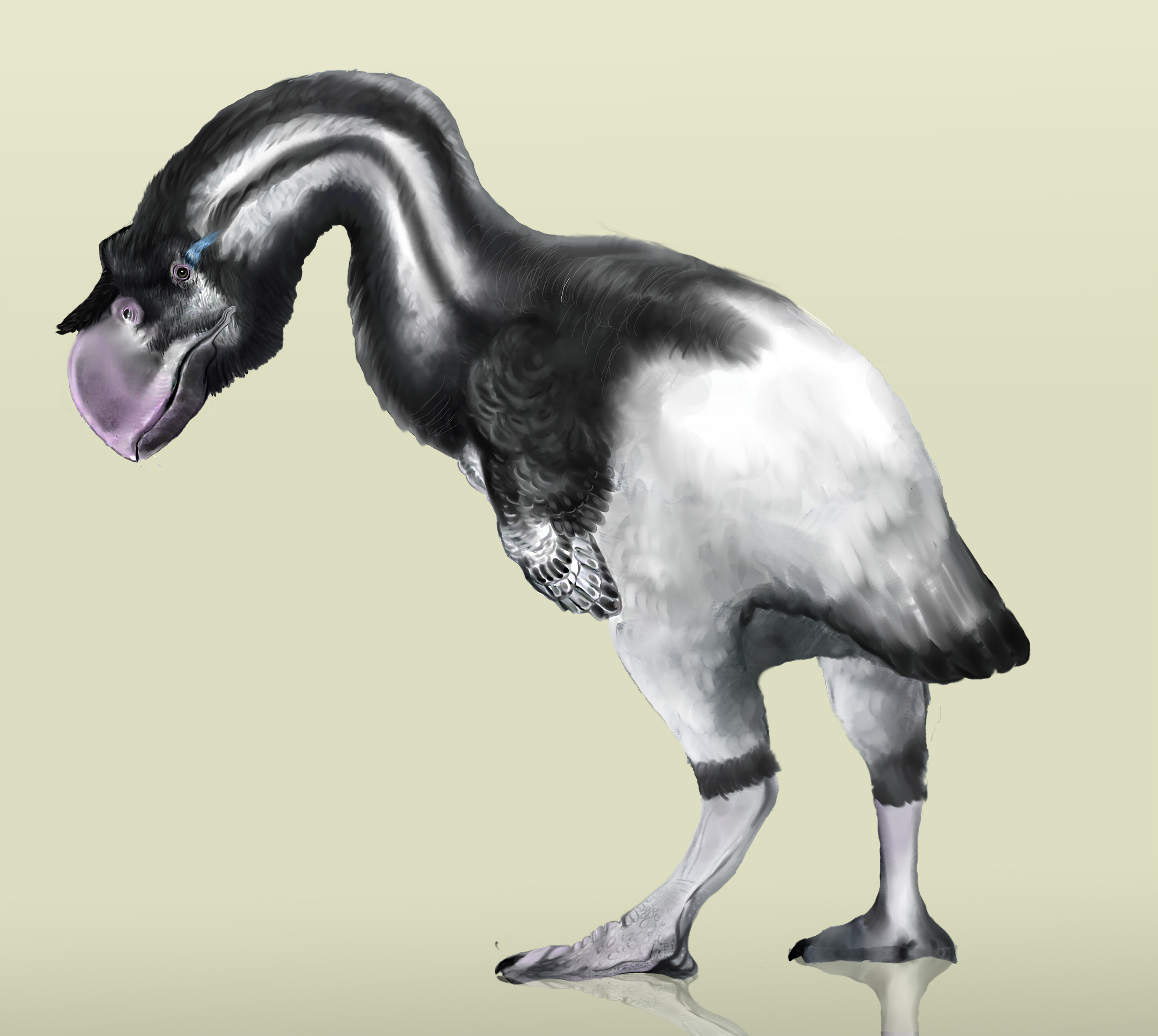
Recreación artística de D. stirtoni.

Esta especie tenía un largo cuello y unas alas muy pequeñas, que hacían que no pudiera volar. Sus patas eran potentes, pero no se cree que fuese un corredor muy rápido. El pico del ave era grande e inmensamente potente, conduciendo a los primeros investigadores a creer que servía para cortar los tallos de plantas duras. Sin embargo, otros han argumentado que el tamaño del pico sugiere que el pájaro era carnívoro.

## Taxonomía
Aunque parecían emúes gigantes, los Dromornis están más estrechamente relacionados con las aves acuáticas. Los Dromornis son parte de una familia de pájaros gigantes llamada Dromornithidae que vivió desde 8 000 000 de años hasta hace menos de 30 000 años.